# حارة السكنيه العليا (ذمار)
حارة السكنية العليا هي إحدى حارات مدينة ذمار التابعة لمحافظة ذمار، بلغ تعداد سكانها 2,773 نسمة حسب تعداد اليمن لعام 2004.